# Gonatodes hasemani
Gonatodes hasemani är en ödleart som beskrevs av  Griffin 1917. Gonatodes hasemani ingår i släktet Gonatodes och familjen geckoödlor. IUCN kategoriserar arten globalt som livskraftig. Inga underarter finns listade i Catalogue of Life.